# Кримпай
Кримпай, или кремпай (англ. creampie, дословно — кремовый пирог), известно также как внутреннее семяизвержение — термин, используемый в порноиндустрии для обозначения ситуации, когда мужчина вводит во влагалище или анус своего партнёра член и затем эякулирует, после чего зрителю демонстрируется выделенная при этом сперма. В современной порнографии такие сцены являются обычным явлением.

## Особенности
Кримпай-сцена может быть частью любого порнофильма, в котором демонстрируется обычный половой акт или анальный секс. Пенетрирующим, или проникающим, партнёром практически всегда выступает мужчина (исключение составляют фильмы с элементами зоофилии, в которых им может быть самец какого-либо животного, и случаи использования женщинами фаллоиммитаторов оборудованных системой для выплескивания искусственой спермы), принимающим партнёром может быть и женщина, и мужчина. Пенетрирующий партнёр вводит член во влагалище или анус принимающего партнёра, а затем эякулирует. При этом в других жанрах в финале полового акта член чаще всего вытаскивают наружу, чтобы продемонстрировать зрителю процесс эякуляции; при исполнении кримпая он остаётся внутри. Поскольку, когда член остаётся внутри, невозможно показать сам процесс эякуляции, вместо него зрителю демонстрируют доказательства, что он действительно произошёл: после вагинального или анального секса принимают такую позу, чтобы сперма была видна и по возможности вытекала наружу; часто (особенно при анальном контакте) используется коленно-локтевая поза. Также часто используются различные ухищрения, например, принимающий партнёр — женщина пальцами растягивает в стороны половые губы. Кроме того, иногда, чтобы максимально расширить влагалище или анус и лучше продемонстрировать вытекание спермы, до эякуляции используется фистинг.

## Использование в порнографии
Термин появился в порнографии с начала 2000-х годов. Большое распространение практика получила в Японии, где называется словом накадаши.

## Риск для здоровья
Поскольку при исполнении кримпай-сцен акцент делается на наличии и вытекании спермы, при съёмках невозможно использовать презервативы; такой секс не является безопасным, увеличивается риск различных заболеваний, в том числе ВИЧ. Кроме того, даже в случае, если оба партнёра абсолютно здоровы, для женщин существует риск забеременеть, а для мужчин — проникающих в партнёров при анальном контакте — риск получения ряда заболеваний урогенитального тракта вследствие заражения кишечной палочкой.

## В поп-культуре
Имя Кримпай носит герой романа Виктора Пелевина «Лампа Мафусаила, или Крайняя битва чекистов с масонами» (2016).